# Panique sur le grand huit
Pour plus de détails, voir Fiche technique et Distribution.
Panique sur le grand huit (Thrill) est un téléfilm américain diffusé en 1996 et réalisé par Sam Pillsbury.

## Synopsis
Après s'être livré à plusieurs sabotages dans un parc d'attractions, un inconnu s'attaque au plus impressionnant des manèges et sème une terrible panique.
Teresa Colson, la propriétaire d'un parc de loisirs, reçoit des menaces très précises de la part d'un maniaque qui assure qu'il s'en prendra prochainement à ses installations. Afin de ne pas décourager la clientèle, Teresa préfère ne pas donner de publicité à ce qu'elle prend pour les lubies d'un farceur. Mais, lorsqu'elle constate qu'elle a perdu le contrôle de ses manèges dont les moteurs tout à coup s'emballent, elle doit se résoudre à intervenir rapidement...

## Fiche technique
- Réalisateur : Sam Pillsbury
- Année de production : 1996
- Durée : 95 minutes
- Format : 1,33:1, couleur
- Son : Mono
- Dates de premières diffusions :
  -  États-Unis : 20 mai 1996
  -  France : 8 mai 1997 sur TF1
- Interdit aux moins de 10 ans

## Distribution
- Antonio Sabàto, Jr. : Jack Colson
- Stepfanie Kramer : Teresa Colson
- Maxxe Sternbaum: Alice Colson
- Christine Harnos: Ann Simon
- Ted Marcoux : Carl Paster